# Rick Ducommun
Richard Ducommun, detto Rick (Prince Albert, 3 luglio 1952 – Vancouver, 12 giugno 2015), è stato un attore canadese.

## Biografia
Visse quasi tutta la sua vita in Canada, nell'Ontario, con sua moglie e i suoi tre figli, ma si sposó a Los Angeles.
La sua carriera si è svolta principalmente negli USA ed il suo ruolo di maggior rilievo è nel film L'erba del vicino, accanto a Tom Hanks.
È morto nel 2015, a 62 anni, per complicazioni del diabete.

## Filmografia

### Cinema
- Trappola di cristallo (Die Hard), regia di John McTiernan (1988)
- Gli esperti americani (The Experts), regia di Dave Thomas (1989)
- L'erba del vicino (The 'Burbs), regia di Joe Dante (1989)
- Gremlins 2 - La nuova stirpe (Gremlins 2: The New Batch), regia di Joe Dante (1990)
- Caccia a Ottobre Rosso (The Hunt for Red October), regia di John McTiernan (1990)
- L'ultimo boy scout (The Last Boy Scout), regia di Tony Scott (1991)
- Il mio amico scongelato (Encino Man), regia di Les Mayfield (1992)
- Palle in canna (National Lampoon's Loaded Weapon 1), regia di Gene Quintano (1993)
- Ricomincio da capo (Groundhog Day), regia di Harold Ramis (1993)
- Last Action Hero - L'ultimo grande eroe (Last Action Hero), regia di John McTiernan (1993)
- Ho trovato un milione di dollari (Blank Check), regia di Rupert Wainwright (1994)
- Scary Movie, regia di Keenen Ivory Wayans (2000)
- Jack simpatico genio (MVP: Most Valuable Primate), regia di Robert Vince (2000)

### Televisione
- Stazione di polizia (The Last Precinct) – serie TV, 8 episodi (1986)

## Doppiatori italiani
Nelle versioni in italiano delle opere in cui ha recitato, Rick Ducommun è stato doppiato da:
- Goffredo Matassi in Trappola di cristallo
- Sergio Di Stefano in Gli esperti americani
- Marco Mete in L'erba del vicino
- Massimo Giuliani in Gremlins 2 - La nuova stirpe
- Maurizio Reti in L'ultimo boy scout
- Luca Dal Fabbro in Il mio amico scongelato
- Saverio Indrio in Palle in canna
- Alessandro Rossi in Ricomincio da capo
- Roberto Pedicini in Ho trovato un milione di dollari
- Fabrizio Temperini in Jack simpatico genio